# Need for Speed III: Hot Pursuit
Need for Speed III: Hot Pursuit är ett datorspel och den tredje större titeln i racingspelserien Need for Speed, utvecklad av EA Canada och utgiven av Electronic Arts 1998 för Playstation 1 och Microsoft Windows. 
I Hot Pursuit gör polisjakterna, som försvann i Need for Speed II, comeback som en stor del av spelupplevelsen. Man kan även spela som polis och jaga fartsyndare, både offline eller online mot flera spelare. Spelet förblir fokuserat på att köra exotiska sportbilar, och innehåller mest race som utspelar sig i Nordamerika med varierande scenarier och klimat. Dessutom är polisernas AI  mycket förbättrad gentemot sina föregångare, och använder flera olika taktiker för att stoppa både spelaren och motståndare. Hot Pursuit blev en av de mest framgångsrika titlarna i Need for Speed-serien.
Need for Speed III: Hot Pursuit tog användning av multimediafunktionerna hos CD-ROM:en med ljudkommentatorspår, bildvisningar och musikvideor. Spelet är också det första i Need for Speed-serien där spelaren kan nedladda ytterligare bilar från den officiella webbplatsen på Internet. Detta gav upphov till en stor moddingcommunity som skapar nya bilar.

## Bilar
Liksom i spelets föregångare, är bilarna i Hot Pursuit indelade i tre klasser baserade på bilarnas prestanda. Billistan består uteslutande av lyxsportbilar, från gatulagliga modeller till racingmodeller. Även om Ferrari- och Mercedesmodeller finns tillgängliga i spelet, är så ej fallet i polisjaktlägen. Olika versioner av spelet innehåller olika biluppsättningar.

### Klass A
- El Niño[a]
- Ferrari 550 Maranello
- Italdesign Scighera[b]
- Jaguar XJR-15[a]
- Lamborghini Diablo SV
- Mercedes CLK-GTR[a]

### Klass B
- '98 Indy 500 Pace Car (Baserad på Chevrolet Corvette C5)[c]
- Chevrolet Corvette
- Ferrari 355 F1 Spider
- Lamborghini Countach

### Klass C
- Mercedes SL600[b]
- Aston Martin DB7[b]
- Jaguar XK8

### Extrabilar och okänd klass
- Ferrari 456 M GT[d] (B)
- Ford GT Falcon[e]
- HSV VT GTS[e]
- Italdesign Nazca C2[f]
- Lister Storm[d] (A)
- Spectre R42[d] (C)
- Ferrari F50[d] (A)
- Zcar II (även kallad Proto SVX)[d] (A)
- Ford Street Rod (1933 Hot Rod)[d] (A)
- McLaren F1 LM[d] (A)
- Viper GTS Coupe (RT-10)[d] (B)
- Porsche 959[d] (A)

### Polisbilar
- Pursuit Chevorlet Corvette C5
- Pursuit El Niño[a]
- Pursuit Lamborghini Diablo SV[a]